# Kasteel Kapellegoed

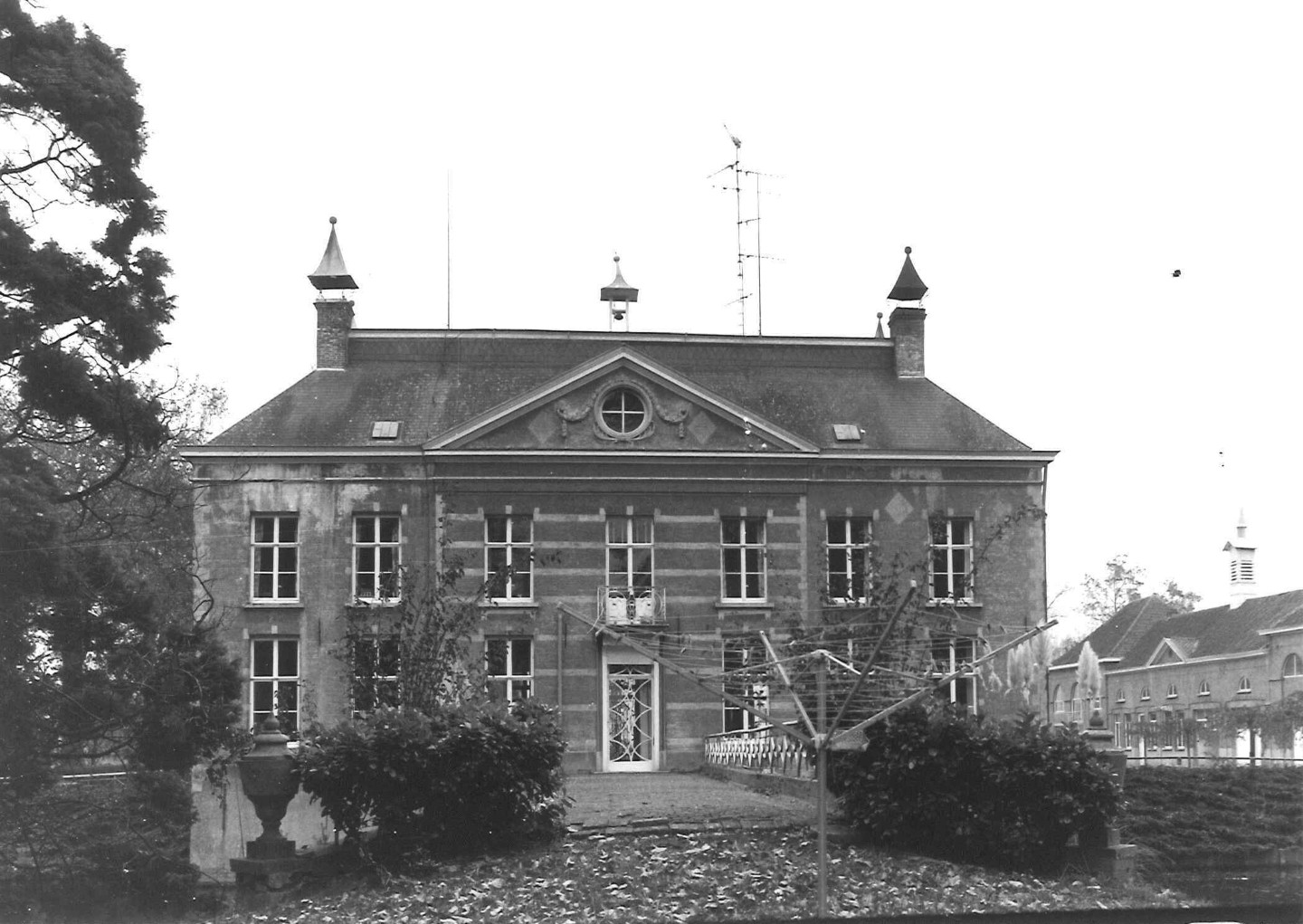
Kasteel Kapellegoed omstreeks 1980

Het Kasteel Kapellegoed is een kasteel in de tot de Oost-Vlaamse gemeente Gent behorende plaats Drongen, gelegen aan de Sint-Gerolfstraat 32.

## Geschiedenis
De dubbele omgrachting en de dreef wijzen op een hoge ouderdom van het goed. Het werd in 1398 al vermeld. In 1771 was er sprake van een triumfkasteel in sijn dobbel wallen. In 1956 werd de gracht die voor het kasteeltje liep gedempt. In 1852 werd het kasteeltje uitgebreid van een U-vormig 17e-eeuws bouwwerk tot een kasteeltje op rechthoekige plattegrond. Ook werd het kasteel van een nieuwe voorgevel voorzien.

## Gebouw
In het kasteel zijn de keldergewelven nog aanwezig. Er zijn drie kamers in 18e-eeuwse stijl. Een salon zou zelfs uit 1678 dateren. Er zijn een aantal schilderijen, beelden en andere versieringen uit die tijd aanwezig.
Er zijn een tweetal vierkante duiventorens, een 18e-eeuws tuinpaviljoentje en een groot dienstgebouw met een kern uit de 18e eeuw.